# Хэд, Гай
Гай Хэд (англ. Guy Head; 1760[…] — 16 декабря 1800, Лондон) — британский художник.

## Биография
Сын маляра из Карлайла. В юности начал учиться рисованию под руководством капитана Джона Бернарда Гилпина и в конце концов поступил в Королевскую академию художеств в Лондоне, где на него обратил внимание Джошуа Рейнольдс. В 1779—1781 годах выставил на ежегодных выставках Академии три портрета.
Завершив обучение в лондонской Академии, отправился в Италию, несколько лет прожил в Риме, где создавал как оригинальные работы, так и копии с работ старых мастеров (Рубенса, Корреджо, Тициана). В своих самостоятельных произведениях тяготел к мифологической живописи, в основном, к изображению однотипных, подчёркнуто сексапильных, монотонно парящих в воздухе женских фигур.
После вторжения французских войск в Центральную Италию, Хэд в 1798 году вернулся в Лондон с большой коллекцией рисунков и картин, но вскоре скончался. Большая часть его работ была распродана на посмертном аукционе, состоявшемся в 1805 году.

## Галерея
- Психея (?) или нимфа Эхо (?). Музей изящных искусств Ажена, Франция
- Психея (?) или нимфа Эхо (?).
(Авторское повторение?)
Детройтский институт искусств
- Ирида, Национальная галерея Шотландии
- Ирида,
(Авторское повторение?)
, Художественный музей Нельсона-Аткинса, Канзас-Сити (Миссури)
- Ирида. Гравюра Д. Фоло с оригинала Хэда
- Юнона и Венера. Городские музеи Ноттингема
- Адмирал Нельсон, Национальная портретная галерея (Лондон)